# Алі Састроаміджойо
Алі Састроаміджойо (індонез. Ali Sastroamidjojo; 21 травня 1903 — 13 березня 1976) — індонезійський політичний діяч, міністр національної освіти, міністр оборони та прем'єр-міністр країни. Також був послом Індонезії у США, Канаді та Мексиці. Постійний представник Індонезії при ООН у 1957—1960 роках.

## Життєпис
Народився у селі Грабаг в аристократичній родині. Навчався у голландській середній школі, після чого вступив до Лейденського університету, після закінчення якого отримав ступінь доктора права.
У 1948—1949 роках обіймав посаду міністра національної освіти в уряді Мохаммада Хатти. Входив до складу індонезійської делегації на Гаазькій конференції круглого столу. У 1950—1955 роках перебував на дипломатичній роботі. Двічі очолював уряд країни. У першому своєму кабінеті одночасно займав пост міністра оборони. Був головою на Бандунзькій конференції. Представляв Індонезію на перемовинах з укладення договору про подвійне громадянство між КНР та Індонезією (1955). У 1957—1960 роках був постійним представником Індонезії в ООН. У 1960—1965 роках очолював Національну партію Індонезії.

## Нагороди
- Національний герой Індонезії;
- Орден «Зірка Махапутра» 2-го ступеню